# 艾倫縣 (堪薩斯州)
艾倫縣（英語：Allen County，簡稱AL）是美國堪萨斯州東南部的一個縣。面積1,308平方公里。根據美國2000年人口普查，共有人口14,385人。縣治愛奧拉 （Iola）。
成立於1855年8月25日，是最早成立的三十三個縣之一。縣名紀念代表俄亥俄州的眾議員威廉·艾倫 (William Allen)。